# FOXS1
FOXS1 (англ. Forkhead box S1) – білок, який кодується однойменним геном, розташованим у людей на довгому плечі 20-ї хромосоми. Довжина поліпептидного ланцюга білка становить 330 амінокислот, а молекулярна маса — 35 434.
| 10         |  | 20         |  | 30         |  | 40         |  | 50         |
| ---------- |  | ---------- |  | ---------- |  | ---------- |  | ---------- |
| MQQQPLPGPG |  | APTTEPTKPP |  | YSYIALIAMA |  | IQSSPGQRAT |  | LSGIYRYIMG |
| RFAFYRHNRP |  | GWQNSIRHNL |  | SLNECFVKVP |  | RDDRKPGKGS |  | YWTLDPDCHD |
| MFEHGSFLRR |  | RRRFTRQTGA |  | EGTRGPAKAR |  | RGPLRATSQD |  | PGVPNATTGR |
| QCSFPPELPD |  | PKGLSFGGLV |  | GAMPASMCPA |  | TTDGRPRPPM |  | EPKEISTPKP |
| ACPGELPVAT |  | SSSSCPAFGF |  | PAGFSEAESF |  | NKAPTPVLSP |  | ESGIGSSYQC |
| RLQALNFCMG |  | ADPGLEHLLA |  | SAAPSPAPPT |  | PPGSLRAPLP |  | LPTDHKEPWV |
| AGGFPVQGGS |  | GYPLGLTPCL |  | YRTPGMFFFE |  |            |  |            |

A: Аланін

C: Цистеїн

D: Аспарагінова кислота

E: Глутамінова кислота

F: Фенілаланін

G: Гліцин

H: Гістидин

I: Ізолейцин

K: Лізин

L: Лейцин

M: Метіонін

N: Аспарагін

P: Пролін

Q: Глутамін

R: Аргінін

S: Серин

T: Треонін

V: Валін

W: Триптофан

Кодований геном білок за функцією належить до репресорів. 
Задіяний у таких біологічних процесах, як транскрипція, регуляція транскрипції. 
Білок має сайт для зв'язування з ДНК. 
Локалізований у ядрі.